# Kali Uchis
Kali Uchis (* 17. července 1994 Alexandria, USA), celým jménem Karly-Marina Loaiza, je kolumbijsko-americká zpěvačka a textařka.
Byla několikrát nominována a nakonec obdržela cenu Grammy. Její hudba kombinuje více žánrů a nese se na vlně retro R&B. Mezi její nejvíce streamované skladby skladby patří „After The Storm“ a „Telepatía“.

## Život
Dětství strávila v Kolumbii ale její rodina přesídlila do virginského města Alexandria (USA), kde nastoupila na T.C. Williams High School, která byla nakloněná umělecké podpoře svých studentů ve formě zázemí i techniky. Kolumbii ale stále navštěvovala při cestách za širší rodinou, která žila v Pereiru na úpatí And. Španělština je pro ni první jazyk, ale vyrůstala jako bilingvní dítě. Je nejmladší z pěti sourozenců.
Hrát na hudební nástroje začala už v sedmi letech, během školních let se učila hrát na klavír a saxofon, na který hrála i ve školní jazzové kapele. Kariéru zpěvačky neplánovala a spíše ji zajímala fotografie a video tvorba. Postupně tak začala natáčet hudební videoklipy místních umělců a navrhovat přebaly alb. Na uměleckou školu ale jít nechtěla - považovala ji za ztrátu peněz, neboť nevěřila, že je možné naučit se být kreativní.
V 17 letech se její rodiče rozhodli vykázat ji z domu, když se odmítala chovat podle stanovených pravidel, nechodila na některé předměty ve škole a opakovaně utíkala z domova na večírky se staršími studenty. Na čas se tak stala bezdomovcem a bydlela ve svém SUV Subaru Forester, kde zároveň skládala své písně. Když ukončila střední školu, začala pracovat jako prodavačka v řetězci Whole Foods a v restauracích. V roce 2012 se vrátila domů a začala nahrávat své hudební počiny na internet pod přezdívkou, kterou jí dal otec, Kali Uchis. Jejího uměleckého portfolia si brzy všimli producenti a začala tak svou hudební kariéru v pouhých 18 letech. Její rodina se vrátila do Kolumbie a Uchis se nakonec přestěhovala do Los Angeles.
Má ráda módu a před opakujícími se slavnými značkami preferuje i experimentování s méně známými designery a vintage módou. Sama v mládí nakupovala v second handech a redesignovala oblečení. V roce 2021 přišla s vlastní značkou Bodied by Uchis s kolekcí využívající tvarujícího kolumbijského denimu levanta cola. Módu bere jako zábavu a možnost svobodného vyjádření. Módní inspiraci hledá v 80. a 90. letech a šatník si utváří hlavně sama.
Jejím přítelem je americký zpěvák Don Toliver. Společný přítel je seznámil v Houstonu. Sdílejí i hudební vkus a společně nazpívali i singly „Drugs N Hella Melodies“ (2021) a „4 Me“ (2023). Navzájem se doprovázejí na cestách při svých turné, aby mohli vztah udržet.
Uchis se hlásí k bisexualitě. Je spirituálně založená, její babička byla domorodá kolumbijská šamanka. Věnuje se i charitě - spolu s rodinou založila fond, který primárně podporuje chudé rodiny v jejím rodném městě Pereiru a okolí. Zajišťuje prostřednictvím toho léky a medicínský materiál i oblečení a hračky pro děti.
Od roku 2020 je jejím partnerem americký rapper Don Toliver. V březnu 2024 se jim narodil syn.

## Kariéra
Sama se považuje spíše za vizuálního umělce. Zpočátku ji bavila především fotografie, natáčení videoklipů a tvorba koláží. I svůj první mixtape vytvořila s cílem pozdějšího natočení videí.
Uchis si dle svých slov pečlivě vybírá s kým bude spolupracovat a její první zkušenosti s hudebním průmyslem byly provázené mimo jiné i setkáními s lidmi, kteří ji chtěli využít nebo s ní manipulovali. Při své tvorbě se nenechá omezovat očekáváním vydavatelství nebo fanoušků. Nesnaží se zavděčit, necílí primárně na množství prodejů své hudby a přechází mezi různými žánry.

### 2012: začátky
V roce 2012 vytvořila za jednu noc ve svém pokoji jen s mikrofonem a volným editačním softwarem GarageBand lo-fi mixtape kombinovaný s jejími vokály Drunken Bubble, který publikovala na internet. (Sama ho později stáhla, protože ho nepovažuje za dokončený projekt jako spíše "poznámky", ale její fanoušci ho na sítě znovu nahrávají.) Mixtape zaujal interprety jako Snoop Dogg, Gorillaz a producenta Tyler, the Creator. Ten ji následně oslovil na Twitteru s návrhem spolupráce a Uchis tak odcestovala do Los Angeles a začala poprvé tvořit v nahrávacím studiu.

### 2015-2022: první album a Grammy

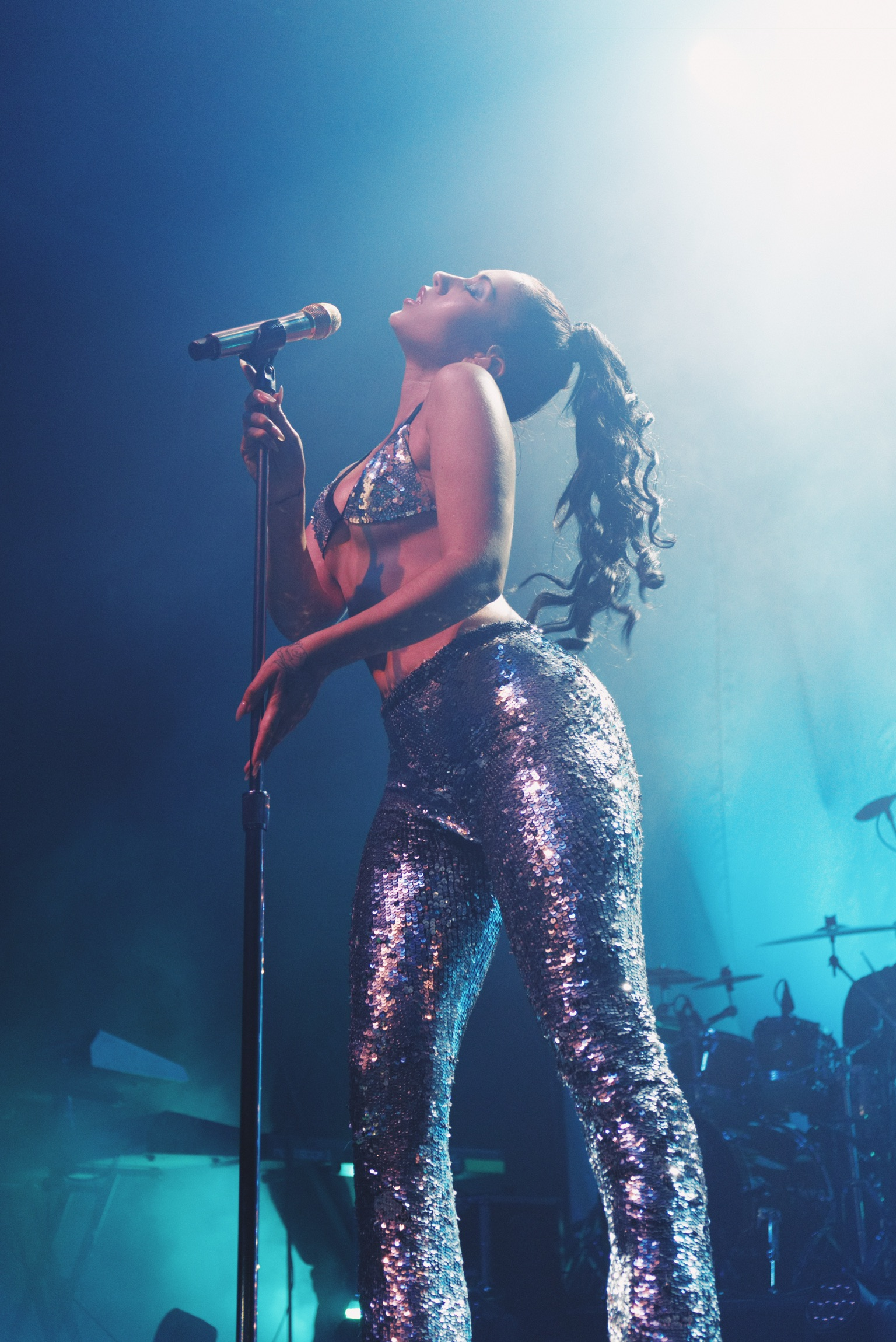
Živé vystoupení v roce 2018.

Své první EP Por Vida vydala v roce 2015, vyšel z něj singl „Loner“. V roce 2017 získala první nominaci na cenu Grammy (spolupracovala na písni Daniela Caesara „Get You“).
V dubnu roku 2018 vydala své debutové album Isolation a předskakovala na turné zpěvačky Lany Del Ray. Albu předcházel v březnu 2017 první singl „Tyrant“ (2017) ve spolupráci s britskou zpěvačkou Jorja Smith, se kterou se vydala i na společné turné. Její singl „In My Dreams“ se v roce 2018 objevil i v reklamě na Volkswagen. V lednu 2018 vydala také surrealistický videoklip k úspěšnému singlu „After The Storm“, na kterém spolupracovala s Tyler, the Creator, Bootsy Collins a producentem BADBADNOTGOOD.
Druhé EP To Feel Alive se čtyřmi písněmi vydala v dubnu 2020, celé ho nahrála a produkovala sama ve svém bytě v Los Angeles. Druhé album Sin Miedo (del Amor y Otros Demonios) oslavující její kolumbijské kořeny vyšlo ve španělštině roce 2020, opožděně za původním plánem kvůli pandemii covidu. Její vydavatelství odmítlo poskytnout finance na marketing a hudební klipy, pokud bude album ve španělštině, ale to Uchis neodradilo.
Třetí singl z alba „Telepatía“ vyšel v roce 2021 a stal se po téměř dekádě prvním čistě ženským singlem na prvním místě v hitparádě Billboard’s Hot Latin Songs. Byl velmi úspěšný na TikToku i Spotify a na začátku roku 2023 měl už přes tři čtvrtě miliardy streamů na Spotify.
V roce 2021 obdržela cenu Grammy v kategorii Nejlepší taneční píseň za singl „10%“ spolu s haitsko-kanadským producentem Kaytranada.

### 2023-současnost
3. března roku 2023 vydala třetí studiové album Red Moon in Venus, se kterým se vydala na turné. Album vznikalo od roku 2018 a Uchis ho zasvětila různým významům lásky. 19. ledna 2023 vydala první singl z alba s názvem „I Wish You Roses“.

## Diskografie

### EP
- Por Vida (2015)
- To Feel Alive (2020)

### Alba
- Isolation (2018)
- Sin Miedo (del Amor y Otros Demonios) (2020)
- Red Moon in Venus (2023)
- Orquídeas (2024)